# Hollis Price
Hollis Price (* 29. Oktober 1979 in New Orleans, Louisiana) ist ein US-amerikanischer Basketballspieler, der bis Februar 2011 in der Basketball-Bundesliga bei Alba Berlin unter Vertrag stand.
Price ist ein korbgefährlicher Spielmacher, der aber auch als Vorlagengeber seine Mitspieler gut einzusetzen versteht. Auf höchster europäischer Ebene in der EuroLeague war er in der Saison 2007/2008 für den litauischen Vertreter Lietuvos Rytas drittbester Scorer und siebtbester Vorlagengeber pro Spiel.

## College
Price spielte in der NCAA für die Sooners der University of Oklahoma und war einer der beständigsten Spieler in der Geschichte dieses Teams. Als Junior konnte er die Sooners 2002 ins Final Four der NCAA-Meisterschaft führen. Ein Jahr später wurde er zusammen mit Carmelo Anthony und Jason Gardner in seinem Abschlussjahr als Senior in das All-American Second Team der besten Collegespieler des Jahres gewählt. Trotzdem wurde er wie Gardner, ein Spieler vergleichbarer Körpergröße, im NBA-Draft 2003 nicht berücksichtigt, weshalb er seine Karriere als professioneller Basketballspieler in Europa begann.

## Profi in Europa
Bei seiner ersten Station in Europa spielte er in Frankreich und wurde 2004 mit Le Mans Sarthe Basket (MSB) französischer Pokalsieger und Halbfinalist in der Meisterschaft der LNB Pro A. Mit MSB wurde er in der darauffolgenden Saison Erster der Hauptrunde, schied aber mit der Mannschaft bereits im Play-off-Viertelfinale gegen SLUC Nancy Basket aus. Danach wechselte er in die Basketball-Bundesliga zu Alba Berlin, wo er mit Alba in der Saison 2005/06 Deutscher Pokalsieger wurde und als Hauptrundenerster im Meisterschaftsfinale RheinEnergie Köln unterlag. Nach einem Jahr in der Liga ACB in Spanien wechselte er nach Litauen in die Hauptstadt Vilnius zu Lietuvos Rytas, mit denen er Vizemeister des Landes und Vizemeister der Baltic Basketball League jeweils hinter Žalgiris Kaunas wurde. Ein halbes Jahr spielte er dann in der Superleague Russlands, bevor er im Januar 2009 nach Italien zu Armani Jeans Mailand wechselte, mit denen er am Ende der Saison 2008/09 Vizemeister in der Lega Basket Serie A wurde. Im Februar 2010 wechselte er zurück nach Deutschland in die BBL, um den Artland Dragons beim Einzug in die Play-offs um die deutsche Meisterschaft zu helfen. Zur Spielzeit 2010/2011 kehrte er dann zu Alba Berlin zurück und erhielt einen Ein-Jahres-Vertrag.
Am 8. Februar 2011 wurde sein Vertrag von Seiten Alba Berlins aufgelöst. Zuvor hatte es in Berlin einen Trainerwechsel gegeben. Muli Katzurin, der das Amt von Luka Pavićević übernahm, war nicht davon überzeugt, dass Price sich für Alba Berlin aufopfern würde.